# Delirium Café
Delirium Café er en bar 100 m fra Grand-Place i Bruxelles, der som den eneste i hele Europa kan tilbyde mere end 2000 typer øl. Hver øltype er omtalt i en ølbibel, som gæster og tjenere kan slå op i.
Logoet på ølglassene i baren er en elefant, der enten er tegnet i blå streg eller lyserød i helfarve.